# Jonas Matulevičius
Jonas Matulevičius (* 4. März 1957 in Smalininkai, Rajongemeinde Lazdijai) ist ein litauischer Politiker.

## Leben
1964 besuchte Matulevičius die Grundschule in Gudeliškė bei Lazdijai und ab 1968 die Mittelschule Krosna. Von 1972 bis 1976 absolvierte er das Waldtechnikum Kaunas in Girionys und 1988 das Diplomstudium der Waldwirtschaft an der Lietuvos žemės ūkio akademija in Akademija (Rajongemeinde Kaunas). 1976 arbeitete Matulevičius als Harzmeister in Kapčiamiestis beim Forstamt. Von 1976 bis 1978 leistete er den Pflichtdienst bei der Sowjetarmee. Ab 1978 arbeitete er im Kolchos in Kirsna, ab 1983 als Naturschutzinspektor des Rajons Lazdijai und ab 1993  beim litauischen Zollamt (Zolldepartament am Finanzministerium Litauens). 1997 war er Direktor der Filiale Lazdijai des Unternehmens UAB Fregija.  Von 2000 bis 2003 war Matulevičius Bürgermeister der Rajongemeinde Lazdijai. 
Ab 1999 war Matulevičius Mitglied der Naujoji sąjunga, ab 2002 der Liberalų demokratų partija und dann der Partei Tvarka ir teisingumas.

## Quelle
- Leben

| Personendaten    | Personendaten               |
| ---------------- | --------------------------- |
| NAME             | Matulevičius, Jonas         |
| KURZBESCHREIBUNG | litauischer Politiker       |
| GEBURTSDATUM     | 4. März 1957                |
| GEBURTSORT       | Smalininkai, Rajon Lazdijai |